# Ledra (Baustoff)
Ledra ist der Name eines Linoleumersatzes aus faserigem Material mit oder ohne Gewebeeinlage, der mit Firnissen, Lacken und Farben überzogen und wie Linoleum dekoriert ist. Der Belag wurde nur unter den Scheuerleisten befestigt und war daher leicht zu entfernen.

## Belege
- Artikel Ledra in Otto Lueger (Hrsg.): Lexikon der gesamten Technik. 2. Auflage 1904–1920. (Digitalisat bei zeno.org)
- Korkteppiche und Ähnliches. Abgerufen am 14. August 2020.